# Циклон на Шри-Ланке (2000)
Циклон на Шри-Ланке 2000 года (код IMD: BOB 06, обозначение JTWC: 04B) — самый сильный тропический циклон с 1978 года, обрушившимся на Шри-Ланку. Он возник в районе неблагоприятных погодных условий 25 декабря 2000 года и стал четвёртым тропическим штормом и вторым сильным циклоническим штормом сезона циклонов в северной части Индийского океана 2000 года. Циклон двинулся на запад и быстро усилился за счёт благоприятных условий, достигнув максимальной скорости ветра в 75 миль/ч (120,70080 км/ч). Он с максимальной силой обрушился на восточную часть Шри-Ланки, затем, пересекая остров, немного ослаб, прежде чем 28 декабря выйти на сушу на юге Индии. Позже в тот же день шторм перерос в остаточную зону низкого давления, а на следующий день слился с другой зоной низкого давления.
Шторм стал первым циклоном над Шри-Ланкой с ветром не ниже ураганного с тех пор, как циклон обрушился на остров в 1978 году, а также стал первым с 1992 года обрушившимся на остров тропическим штормом. Шторм стал первым с 1996 года декабрьским тропическим циклоном ураганной интенсивности в Бенгальском заливе. Он вызвал обильные ливни и сильный ветер, в результате чего были повреждены или разрушены десятки тысяч домов и до 500 000 человек остались без крова. В результате циклона погибло по меньшей мере девять человек.

## Метеорологическая история
Область атмосферной конвекции образовалась и сохранялась 21 декабря в центральной части Бенгальского залива, формируясь внутри активной приэкваториальной впадины. Расположенная в зоне слабого вертикального сдвига ветра, система постепенно организовывалась и, первоначально оставаясь практически неподвижной, начала медленно перемещаться на запад. Продолжала развиваться глубокая конвекция, и 23 декабря начала формироваться циркуляция среднего уровня. Позже в тот же день Объединённый центр предупреждения о тайфунах (JTWC) выпустил предупреждение о формировании тропического циклона. К ночи 23 декабря в системе развилась низкоуровневая циркуляция, расположенная южнее глубокой конвекции. Возмущение продолжало усиливаться, и Метеорологическое управление Индии (IMD) утром 24 декабря классифицировало его как глубокую депрессию. Позже в тот же день организация системы несколько ухудшилась, хотя она быстро реорганизовалась. 25 декабря Объединённый центр предупреждения о тайфунах начал публикацию предупреждений о тропическом циклоне 04B, который находился на расстоянии около 155 миль (249 км) к востоку от Шри-Ланки. Согласно первому предупреждению центра, тропический шторм дрейфовал на запад-северо-запад со скоростью 3 мили/ч (4,82803 км/ч) с максимальным устойчивым ветром 45 миль/ч (72,42048 км/ч). Вскоре после этого IMD повысило категорию глубокой депрессии до циклонического шторма, поскольку над центром образовалась плотная облачность.
Субтропический хребет к северу от циклона обусловил его дальнейшее распространение в западном направлении. Над центром циркуляции продолжала развиваться глубокая конвекция, и шторм неуклонно усиливался по мере улучшения оттока по всей циркуляции. К вечеру 25 декабря дождевая полоса плотно сомкнулась в центре и усилилась, превратившись в сильный циклонический шторм, приближающийся к побережью Шри-Ланки. На следующий день циклон развернулся и, повернув на запад-юго-запад, образовал глаз. 26 декабря циклон обрушился на побережье недалеко от Тринкомали. По оценкам JTWC, максимальная скорость ветра в циклоне составляла 75 миль/ч (120,70080 км/ч), а по оценкам IMD, максимальная интенсивность достигла 105 миль/ч (168,98112 км/ч). Циклон немного ослабел над сушей и рано утром 27 декабря вышел в Маннарский залив как тропический шторм. Первоначально синоптики предсказывали, что циклон будет медленно усиливаться; вместо этого он ослабел, поскольку его конвекция деградировала по своей организации и интенсивности. Повернув на запад-северо-запад, 28 декабря шторм с ветром 45 миль/ч (72,42048 км/ч) обрушился на южную Индию в районе Каньякумари (с минимальной конвекцией из-за взаимодействия с землёй и повышенным сдвигом ветра). На суше циклон быстро ослабел до состояния тропической депрессии, а позднее в тот же день перешел в остаточную зону низкого давления. Утром 29 декабря остатки циклона вышли в восточную часть Аравийского моря и слились с другой областью низкого давления.

## Влияние

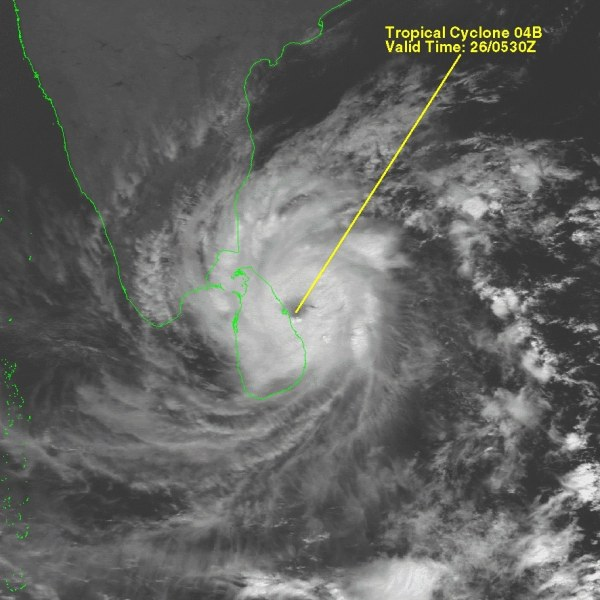
Циклон 04B обрушился на побережье Шри-Ланки

Правительственные чиновники Шри-Ланки отдали распоряжение об эвакуации из потенциально затронутых районов в последнюю минуту, лишь немногие получили это распоряжение. Циклон обрушился мощными волнами на восточное и западное побережье, разрушив 25 рыбацких лодок в восточных прибрежных городах и смыв 109 лодок возле Путталама. Восемь человек пропали без вести и предположительно погибли. Циклон сопровождался штормовым приливом, который обрушился на сушу и затопил районы до 330 футов (100 м) от берега. Пока циклон шёл по стране, выпало 100—200 мл осадков, что усугубило последствия сильного муссонного наводнения предыдущего месяца. Порывы ветра от циклона вблизи места, где он обрушился на сушу, достигали 110 миль/ч (177,02784 км/ч).
Район, наиболее пострадавший от циклона, находится в Тринкомали и его окрестностях: 57 человек обратилось в местную больницу из-за падения деревьев или обломков, один человек был убит упавшим деревом. Целая рыбацкая деревня была полностью разрушена, а сильные ливни наполнили реки, озёра и каналы, затопив дороги и посевы паводковыми водами. Наводнение уничтожило около 200 км² рисовых полей и 49 км² других культур. Сильные ветры повредили или уничтожили около 83 000 домов по всей стране, в том числе в Киннии было разрушено 2000 домов и 6600 — в Тринкомали. После циклона до 500 000 жителей острова стали временно бездомными, большинство из них сбежали их своих домов в церкви, школы, храмы и торговые центры. Ветер сорвал крыши нескольких полицейских участков и военных лагерей и затопил несколько лагерей беженцев, повредил электрические системы и вывел из строя около 3000 телефонных систем, многие дороги стали непроходимыми. Большие территории оставались без электричества несколько дней. Сообщений о разрушениях в регионах, находящихся под контролем «Тигров освобождения Тамил-Илама», не было, несмотря на то, что шторм обрушился именно на эти районы. По всей стране в результате циклона погибло не менее девяти человек и пострадало более 48 000 семей.
Перед приходом шторма в Индию правительственные чиновники объявили серьёзное штормовое предупреждение для округа Тутикорин, а также предупредили рыбаков не выходить в море. Тысячи людей до прибытия шторма были эвакуированы в убежища. Циклон вызвал сильный прибой вдоль южного побережья Индии и сильные ливни в Тутикорине и его окрестностях, вызвав наводнения в нескольких низинных районах. Дождь нанёс ущерб банановым посевам, вырвал с корнем несколько деревьев и сделал некоторые дороги непроходимыми, но в целом оказался полезным для смягчения засухи. На юге Индии циклон повредил 749 домов и разрушил ещё 81, но о смертельных случаях в стране не сообщалось.

## Последствия

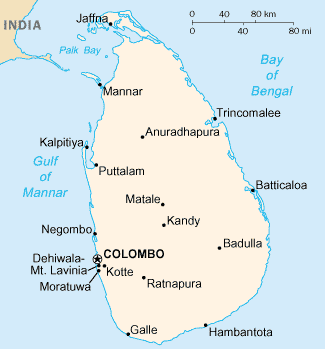
Карта Шри-Ланки

Поначалу государственная помощь жителям Шри-Ланки поступала медленно и СМИ критиковали правительство за первоначальную реакцию. В Тринкомали из-за отсутствия помощи прошёл уличный протест. Премьер-министр Ратнасири Викреманаяке организовал совещание правительственных чиновников, чтобы предложить увеличить объёмы помощи. Семья из пяти человек и более получала 5,5 долларов в неделю на сухие пайки, а семьи погибших получили в качестве компенсации 183 доллара (по курсу 2000 года). Правительство также выделило 122 доллара тем, чьи дома были повреждены или разрушены, и предоставляли рисовые пайки тем, кто оказался в затруднительном положении, в то время как организованные государством радиопередачи призывали делать пожертвования.
В течение двух дней после удара циклона Красный Крест Шри-Ланки в лице 4000 волонтёров начал помогать наиболее пострадавшим. Международная федерация обществ Красного Креста и Красного Полумесяца опубликовала призыв собрать 323 000 долларов США для того, чтобы помочь примерно 10 000 людей, выдав им одеяла, жильё, еду и кухонные принадлежности. Для начала, в течение нескольких часов после выхода циклона на сушу, Федерация выделила около 61 000 долларов. Примерно через месяц Красный Крест выдал по 10 кровельных листов 1720 семьям, а также отправил наборы кухонных принадлежностей, простыней и спальных ковриков 3000 семей. Оказание помощи закончилось 7 ноября 2001 года, примерно через 40 недель после этого циклона.